# Dębowa Góra (województwo mazowieckie)
Dębowa Góra – wieś w Polsce położona w województwie mazowieckim, w powiecie przysuskim, w gminie Odrzywół.
Wieś wchodzi w skład sołectwa Wandzinów.
W latach 1975–1998 miejscowość administracyjnie należała do województwa radomskiego.